# Particle in Cell
Der Begriff Particle-in-Cell (PIC, zu deutsch etwa "Teilchen in einer Zelle") bezeichnet in der theoretischen Physik eine Technik zum Lösen bestimmter Klassen von partiellen Differentialgleichungen. Kernelement dabei ist, dass simulierte Teilchen (oder Elemente eines Fluids) in einem Eulerschen Bezugssystem (so dass man die Bewegungsgleichungen der Fluid-Elemente in der Form der Euler-Gleichungen lösen kann) in einem kontinuierlichen Phasenraum berechnet werden. Gleichzeitig werden Felder einer Verteilung von z. B. Dichten und Strömen auf Eulerschen (stationären) Gitterpunkten berechnet.
PIC-Verfahren wurden bereits 1955 verwendet, noch vor der Verfügbarkeit der ersten Fortran-Compiler. Im Verlauf der späten 1950er und frühen 1960er Jahre gewann das Verfahren Popularität für Plasma-Simulationen durch Oscar Buneman, John M. Dawson, Hockney, Birdsall, Morse u. a.

## Anwendungen
In plasmaphysikalischen Berechnungen erlaubt die PIC-Methode, der Trajektorie von geladenen Teilchen in selbstkonsistenten elektromagnetischen (und/oder elektrostatischen) Feldern zu folgen.
Außerdem werden damit berechnet:
- Laser-Plasma-Wechselwirkungen
- Elektronen-Beschleunigung und Ionenheizungen in der Ionosphäre unter dem Einfluss von Polarlichtern
- Magnetohydrodynamik
- Rekonnexion
- Ion-Temperatur-Gradienten und andere Instabilitäten in Tokamaks.

Auch auf Probleme außerhalb der Plasmaphysik werden PIC-Simulationen angewendet, z. B. in der Festkörpermechanik und Fluidmechanik.

## Technische Aspekte
Für viele Problemstellungen lässt sich das PIC-Verfahren sehr intuitiv und geradlinig implementieren. Das ist vermutlich einer der Gründe für seinen Erfolg, insbesondere für Plasma-Simulationen, bei denen typischerweise die folgenden Aufgaben erledigt werden müssen:
- Interpolation der Ladungen und Stromdichten auf das Gitter
- Berechnung der Felder auf den Gitterpunkten
- Interpolation der Kraftwirkung der Felder von den Gitterpunkten auf die Teilchen/Fluidelemente
- Integration der Bewegungsgleichungen für die Teilchen/Fluidelemente.

Anders als in der physikalischen Realität ändern sich die Kräfte auf die Teilchen nicht wesentlich, wenn diese sich auf Distanzen in der Größenordnung von Bruchteilen eines Gitterabstands annähern. Dies kann, muss aber nicht als Problem der PIC-Simulation angesehen werden.
Abhängig davon, wie die Kräfte auf die Teilchen berechnet werden, unterscheidet man verschiedene PIC-Modelle:
- PP (particle-particle, d. h. Teilchen-Teilchen)-Modell: nur die Teilchen-Teilchen-Wechselwirkung wird in Betracht gezogen.
- PM (particle-mesh, d. h. Teilchen-Gitter)-Modell: nur die Wechselwirkungen der Teilchen mit dem Gitter werden berechnet (einfachster Fall).
- PP-PM or P3M-Modell: berücksichtigt beide Arten von Wechselwirkungen.

Schon in der Anfangszeit der Simulationsmethode erkannte man, dass die PIC-Simulation empfindlich auf das diskrete Teilchenrauschen, engl. discrete particle noise reagiert.
Dieser Fehler ist statistischer Natur, und bis heute bleibt diese Art des Fehlers eher weniger gut verstanden als die Fehlerquellen in traditionellen Lösungsansätzen, die rein mit festem Gitter auskommen.
Eine gute Quelle für die Beurteilung der numerischen Genauigkeit einer PIC-Simulation bleibt das Beobachten von Erhaltungsgrößen, hier insbesondere der Energie.